# エースアサルト
『増刊エースアサルト』（ぞうかんエースアサルト、Ace Assault）は角川書店が2007年7月から2009年3月まで発行していた漫画雑誌、そして『月刊少年エース』（以下「少年エース」）の増刊誌である。

## 概要
2005年より『少年エース』の増刊として刊行されていた『月刊コンプエース』が2007年5月に本誌より独立創刊したことに伴い、新たな増刊として同年7月10日に「2007 SUMMER」を発刊。11月の「2007 WINTER」以降はほぼ季刊ペースで発行されていたが、2009年3月11日発売の「2009 SPRING」の巻末にて本号での終了が告知された。「2007 SUMMER」「2007 WINTER」「2008 SPRING」「2008 SUMMER」「2008 AUTUMN」「2008 WINTER」「2009 SPRING」の全7号で終了することになった。
掲載作品の大半は『少年エース』掲載作品の番外編であるが、『少年エース』本誌において角川新人漫画賞受賞者などによるオリジナルの新作や読みきり漫画も掲載されていた。なお「2009 SPRING」号では、今まで連載されていた作品は番外編・オリジナル連載作品問わず大半が連載終了となったが、「ツミツキ」は『ヤングエース』においてさらに新作が読み切りとして掲載され単行本全1巻にまとめられたほか、「未来日記パラドックス」は『ヤングエース』に移籍し連載継続、「忘念のザムド」「神宿りのナギ」は『少年エース』本誌に移籍すると発表された。その他の読み切り作品やオリジナル作品は未単行本化となっているが、「ライフ・コンバート」、「ぷりんす・ぷらいど」のように『少年エース』本誌において、新たに仕切りなおして連載化したものもある。

## 主なエースアサルトオリジナル連載作品
- オイレンシュピーゲル（原作：冲方丁、デザイン原案：白亜右月、作画：曽我部修司）
- 神宿りのナギ（三部けい）
- クルリのヒトトセ（樋口彰彦）
- 四季荘ちゃちゃちゃ!（かなりあ由歌）※少年エース本誌より移籍
- シャングリ・ラ（烏丸匡）→途中で少年エース本誌に移籍。
- ドルアーガの塔 〜the Aegis of URUK〜（原作：バンダイナムコゲームス、作画：渡辺とおる）
- ファンタスティカ（ゴツボ☆マサル）
- ツミツキ（清原紘）
- エアってコンバイン！（松林悟）

## 読み切り執筆者
- 林哲也
- 久遠まこと
- 山田馬也
- 大橋隼人
- 水清十朗
- 松林悟
- 橋口みのる
- 東川祥樹
- 浅井蓮次＋
- 武娘ひろみ
- イケブチタカユキ
- 是美三々
- 五十嵐藍
- 川那辺雅弘